# Château de Théoule-sur-Mer
Le château de Théoule-sur-Mer est un château situé dans la commune de Théoule-sur-Mer en France.

## Histoire
Le bâtiment naît à l'origine comme manufacture féodale de savon, située en bord de mer dans une zone principalement dédiée à la pêche et faisant partie de la pêcherie de Teule, sous l'autorité des seigneurs de Villeneuve, qui dominent à l'époque le golfe de la Napoule. Par la suite, on y produit des tuiles et des briques en terre cuite. Dans la seconde moitié du XIXᵉ siècle, cependant, l'activité industrielle du site entre en déclin.
La propriété est ensuite acquise par le magnat de la presse Auguste Ferrouillat, de Lyon, qui en transforme radicalement l’aspect : le toit central de la fabrique est supprimé et des murailles sont érigées afin de lui donner l'apparence d’une résidence noble. Membre éminent du Club des Lyonnais et président du syndicat des propriétaires de Théoule pendant plusieurs années, Auguste vend l'immeuble en 1905 à Monsieur Jousseaud de la Lateulière, qui meurt l'année suivante. La résidence reste alors à l'abandon pendant près d'une décennie.
En 1913, la propriété est achetée par le noble britannique Harry Crowford Leland de Langley, qui lance une nouvelle campagne de travaux afin d'accentuer le caractère romantique et résidentiel de l’édifice, lequel devient un lieu de rencontre de la haute société de la Riviera dans les années suivantes.
En 1964, le château est acquis par le designer industriel Henri Varnet, alors responsable du design chez Citroën. En 1972, la propriété est vendue à la Caisse Centrale d’Activités Sociales, organisme mutualiste et social des industries françaises du gaz et de l'électricité, et devient un lieu de villégiature pour ses employés.
À partir de 2014, le comité d’entreprise d'EDF cherche à céder la propriété, sans toutefois trouver acquéreurs. La vente est finalement conclue le 8 décembre 2021 pour 13,6 millions d'euros. Après plus de deux ans de travaux et de restaurations, le château rouvre en 2024 comme hôtel de luxe.